# La Règle de quatre
La Règle de quatre — The Rule of Four, dans l'édition originale en anglais américain — est un roman  de Ian Caldwell et Dustin Thomason (en), publié aux États-Unis en 2004 puis en France en 2005.
Caldwell (diplômé de l'université de Princeton) et Thomason (diplômé de l'université d'Harvard) sont des amis d'enfance qui ont écrit ce livre après leurs études.
Caldwell et Thomason ont tous les deux été élèves de la Thomas Jefferson High School for Science and Technology à Alexandrie, Virginie.

## Résumé
L'histoire se déroule sur le campus de Princeton pendant le weekend du vendredi saint 1999. L'intrigue implique quatre étudiants, amis et colocataires qui vont être diplômés : Tom, Paul, Charlie et Gil. Deux d'entre eux, Tom et Paul, essayent de résoudre le mystère que contient l'Hypnerotomachia Poliphili, un (vrai) livre très rare et mystérieux.
Tom Sullivan, le narrateur, est le fils d'un professeur qui a dédié sa vie à l'Hypnerotomachia Poliphili. Au fil de l'histoire il lutte entre sa fascination pour ce livre et l'envie de sortir de cette obsession qui s'est interposé entre ses parents et qui est maintenant un motif de discorde entre lui et son amie, Kate.
Son colocataire, Paul Harris, est un étudiant brillant qui est en train d'écrire son mémoire sur l'Hypnerotomachia Poliphili.
À la fin, Paul découvre que l'Hypnerotomachia Poliphili contient beaucoup de texte cachés et cryptés, dont la solution du premier donne un indice pour résoudre le second et ainsi de suite. Cependant après avoir résolu une chaine d'énigmes il trouve un texte qui dit qu'il n'y aura plus d'indices et qu'il doit résoudre la fin du livre tout seul. Il réalise alors que l'ensemble du livre contient un message qui a été encodé suivant une "règle de quatre". Le message commence avec une lettre, suivi par la lettre quatre colonnes à droite, puis deux colonnes en haut, et enfin deux lignes à gauche et ainsi de suite...
Ce message caché à travers tout le livre explique la syntaxe bizarre utilisée pour la rédaction de l'Hypnerotomachia Poliphili, l'utilisation de différentes langues et de néologismes pour les besoins du codage du message.
Le message caché explique que l'auteur de l'Hypnerotomachia Poliphili était un humaniste de la Renaissance vivant à Florence qui a construit une crypte cachée pour mettre à l'abri des livres anciens et des œuvres d'art pour les préserver des partisans du prêtre dominicain Jérôme Savonarole.
À la fin de l'histoire il apparait aussi que l'ami de Paul, Bill Stein, et son directeur de thèse, Vincent Taft, conspiraient ensemble pour dérober la thèse de Paul et en récolter les honneurs et le contenu de la crypte scellée par la même occasion. Ils sont tués par le bienfaiteur de Paul, Richard Curry, qui empêche tout ceci d'arriver.

## Éditions imprimées
Édition américaine originale
- Ian Caldwell and Dustin Thomason, The Rule of Four, The Dial Press, New York, 2004.

Éditions françaises
- Ian Caldwell et Dustin Thomason, La Règle de quatre (traduit de l'anglais américain par Hélène Le Beau et François Thibaux), éditions Michel Lafon, Neuilly-sur-Seine, 2005, 366 p.,  (ISBN 2-7499-0202-9), (BNF 39939900).
- Ian Caldwell et Dustin Thomason, La Règle de quatre (traduit de l'anglais américain par Hélène Le Beau et François Thibaux), éditions Michel Lafon, coll. « Parenthèse : suspense » no 004, Neuilly-sur-Seine, 2006, 366 p.,  (ISBN 2-7499-0430-7) ou  (ISBN 978-2-7499-0430-6), (BNF 40169726).
- Ian Caldwell et Dustin Thomason, La Règle de quatre (traduit de l'anglais américain par Hélène Le Beau et François Thibaux), Librairie générale française, coll. « Le Livre de poche » no 37173, Paris, 2007, 444 p.,  (ISBN 978-2-253-11449-9), (BNF 41246155)

Bibliographie critique
- Joscelyn Godwin, La Règle de quatre décryptée. Percez les mystères du songe de Poliphile, Neuilly-sur-Seine, Editions Michel Lafon, 2005.

## Livres audio
Édition américaine
- Ian Caldwell and Dustin Thomason, The Rule of Four (lu by Jeff Woodman), éditions Recorded Books, coffret C2887, Prince Frederick (Maryland), 2004, 11 disques compact (environ 13 heures),  (ISBN 1419309293), (LCCN 2005586121).

Éditions françaises
- Ian Caldwell et Dustin Thomason, La Règle de quatre (sans mention des traducteurs ; lu par Claude Naslot, avec une musique de Thierry Duhamel), éditions VDB, coffret VDB095, La Roque-sur-Pernes, 2006, 10 disques compact (12 heures 15 minutes),  (ISBN 9782846943994), (BNF 40228537).
- Réédité par VDB, à une date inconnue, sous forme de 2 disques compact MP3 (pas de notice bibliographique BNF).